# Nomada castellana
Nomada castellana ist eine Biene aus der Familie der Apidae. 

## Merkmale
Die Bienen haben eine Körperlänge von 5 bis 7 Millimeter (Weibchen) bzw. 5 bis 6 Millimeter (Männchen). Der Kopf und der Thorax der Weibchen sind schwarz und haben eine rote Zeichnung. Das Labrum ist rot und hat mittig drei Zähnchen. Das dritte Fühlerglied ist kürzer als das vierte. Das Schildchen (Scutellum) hat zwei aneinandergrenzende rote Flecken. Die Schienen (Tibien) der Hinterbeine sind am Ende stumpf, haben ein Borstenhaar und mehrere kurze kleine Dornen. Bei den Männchen ist der Kopf und Thorax schwarz mit gelber Zeichnung. Die Tergite sind basal schwarz, die Scheibe ist rot und teilweise gelb gefleckt. Das Labrum ist überwiegend gelb gefleckt. Das dritte Fühlerglied ist viel kürzer als das vierte. Das fünfte bis zehnte Glied ist knotig verdickt. Das gehöckerte Schildchen ist schwarz. Die Schenkel (Femora) der Hinterbeine sind unten locker kurz behaart. Die Schienen der Hinterbeine sind am Ende ziemlich stumpf und tragen ein Borstenhaar und mehrere kurze kleine Dornen.

## Vorkommen und Lebensweise
Die Art ist in Süd-, Mittel- und Osteuropa verbreitet. Die Tiere fliegen von Ende April bis Mitte Juli. Die Art parasitiert Arten der Andrena minutula-Gruppe und wahrscheinlich auch Andrena anthrisci und Andrena alfkenella.

## Belege
Felix Amiet, M. Herrmann, A. Müller, R. Neumeyer: Fauna Helvetica 20: Apidae 5. Centre Suisse de Cartographie de la Faune, 2007, ISBN 978-2-88414-032-4.